# 科普斯塔尔
科普斯塔尔（德语、法语：Kopstal）是卢森堡中部的一个市镇。 
科普斯塔尔在乡下，距首都卢森堡城十分钟车程。小学生可以在卢森堡城上学，年轻人可以享受卢森堡城的夜生活。 科普斯塔尔附近有许多穿过森林的小径。 
科普斯塔尔于1853年7月1日从市镇凯伦（位于卡佩伦县）和施泰因瑟尔（位于卢森堡县）划出成立。成立科普斯塔尔的法律于1853年2月22日获得通过。